# 세동제거

심장충격(心臟衝擊, 영어: defibrillation) 또는 세동제거(細動除去)란 환자의 심장에 치료유효량의 전기적 에너지를 가해 제세동을 하여 심실세동을 없애고 정상적인 심장 박동인 정상동율동(NSR)으로 다시 돌아오도록 하는 치료방법을 말한다.

## 같이 보기
- 제세동